# 咸平路
咸平路，金朝在咸平府附近改置的路。
治所在咸平府（今辽宁省开原市）。辖境约相当今辽宁省铁岭市以北的辽河流域。下辖咸平府、懿州（今辽宁省阜新蒙古族自治县东北塔子营村北）、韩州（今吉林省梨树县北偏脸城）。設置安撫司、按察分司以及兵馬都鈐轄，貞祐年間曾設紙幣影刷坊。金朝末年废除。耶律留哥、蒲鲜万奴曾经据此称王。 
大定十七年（1175年）時的戶數為一千六百餘，交鹽稅，司吏為十二個女真人和二十個漢人，另有三個翻譯員。

## 长官
金朝
关于金朝的咸平路兵马都总管兼咸平尹，参见咸平府